# Арахна
Арахна је личност из грчке митологије која је у читавој Либији била славна по својој вештини ткања.

## Митологија
Нимфе су често долазиле са падина Тмола и са обала Пактола да се диве њеној вештини. Арахна је ткала од нити налик на облаке тканине прозрачне као ваздух. Она се поносила својим талентом и била је убеђена да нико не може да је надмажи у тој вештини. Једном је узвикнула «Нека дође сама Атена Палада да се такмичи са мном. Неће ме победити, не бојим се тога.»
Атена јој се приказала у облику старице и покушала да је одврати од изазивања Зевсове ћерке. Али она је била самоуверена и није желела да послужа њен савет. Атена се вратила у свој прави облик, али је Арахна и даље желела да се такмичи са њом.
За такмичење, Атена изатка на средини свог прекривача атински Акропољ ина њему спор Посејдона за власт над Атиком. Дванаест богова, а међу њима и Зевс, седе као судије у том спору. Посејдон је својим трозубцом из стене направио слани извор. Атена је својим копљем ударила у земљу из које је израсла света маслина. Богови су тада пресудили у Атенину част. По угловима, Атена приказа богове како кажњавају људе за непокорност.
Арахна на свом покривачу извезе много сцена из живота богова, где се они појављују са својим слабостима, обузети људским страстима. Около свега тога извезе венац од цвећа обавијен бршљаном. Њен рад није заостајао по лепоти од Атениног, али се на сликама видело очигледно непоштовање богова. Атена се расрдила, исцепала њен рад и удари је ткачким чунком. Арахна нијемогла да поднесе срамоту и покуша да се обеси. Атена је ослободи од омче и рече јој:«Живи, непокорна! Вечно ћеш висити и вечно ткати и та ће казна трајати у твом потомству.»
Атена попрска Арахну соком чаробне траве и њено тело се скупи, густа коса јој опадне и девојка се претвори у паука. Од тог времена виси паук-Арахна у својој паучини и вечно тка, као што је и за време свог живота.